# Trevor Dunn
 (juillet 2019).
Trevor Dunn est un musicien américain. Ses instruments principaux sont la basse et la contrebasse. Dunn a un diplôme en musique, et a appris à jouer la contrebasse à l'université. Dunn préfère jouer des partitions de basse simples dans les compositions d'autrui.

## Biographie
Dunn commença à jouer de la basse en tant qu'adolescent. Au lycée, Dunn forma Mr. Bungle avec le chanteur Mike Patton et le guitariste Trey Spruance. Les débuts de Mr. Bungle mélangeaient le thrash metal, le hard rock, et le funk avec de la vulgarité et de l'humour propre à l'adolescence. Partant d'influences metal, Dunn a étendu son habileté musicale en jouant du jazz autour de San Francisco tandis qu'il s'impliquait dans différentes scènes. Sa technique sur Disco Volante, le deuxième album de Mr. Bungle illustre sa maturité lorsque les morceaux présentent de nombreux changements de style.
Comme les autres membres de Mr. Bungle, Trevor Dunn est très discret sur les raisons de la rupture du groupe en 2000. D'ailleurs, Dunn évite même de parler de Mr. Bungle en général, bien qu'il déclare avoir assez d'informations pour écrire un livre à propos du groupe (et assez de chansons inédites pour faire un album pour accompagner le livre). Au départ, il déclara qu'il allait sortir un livre, mais on sait peu de choses sur la suite de ce projet. Dunn avoue: « Cette idée de livre est LOIN d'être une réalité. C'est juste une idée vague dans mon esprit pour l'instant, et ça inclut des démos, des répètes, des canulars téléphoniques, des photos qu'on n'a jamais utilisées, etc. La quantité de matériel qui n'a pas été utilisé ou entendu et que j'ai accumulée pendant les années est plus ou moins incroyable. Croyez-moi, ça n'arrivera pas avant un bon bout de temps. »
Il joue actuellement dans Fantômas et Trevor Dunn's Trio-convulsant, son propre groupe, tous deux sont sous contrat avec le label de Mike Patton, Ipecac Recordings.

## Groupes
- Mr. Bungle
- Secret Chiefs 3
- Fantômas
- Trevor Dunn's Trio-convulsant
- Klezmer Madness (le groupe de David Krakauer)

Il a aussi contribué à ou joué avec:
- Electric Masada (le groupe de John Zorn)
- Naked City (le groupe de John Zorn)
- Tin Hat Trio
- Melvins
- Matisyahu
- Beaucoup d'autres artistes de la Bay Area et de New York

## Discographie (non exhaustive)

### AvecMr. Bungle
- 1986 - The Raging Wrath of the Easter Bunny (démo)
- 1987 - Bowel of Chiley (démo)
- 1988 - Goddammit I Love America (démo)
- 1989 - OU818 (demo)
- 1991 - Mr. Bungle
- 1995 - Disco Volante
- 1999 - California

### AvecTrevor Dunn's Trio-Convulsant
- 1998 - Debutantes & Centipedes
- 2004 - Sister Phantom Owl Fish

### AvecShelley Burgon
- 2005 - no title - (appelé parfois - How Far is Far?)
- 2006 - Baltimore

### AvecFantômas
- 1999 - Fantômas
- 2001 - The Director's Cut
- 2002 - Millennium Monsterwork 2000 (par The FantômasMelvins Big Band)
- 2003 - Masada Anniversary Edition Vol. 3: The Unknown Masada (par John Zorn, Fantômas joue Zemaraim)
- 2004 - Delìrium Còrdia
- 2005 - Suspended Animation
- 2005 - Who Is It/Where Is The Line Mixes 12" Vinyl (par Björk, Side B contient un remix Fantômas de Where Is The Line)
- 2005 - Fantômas/Melt-Banana Split Vinyl 5" Single/Square Shaped 3" CD (Fantômas joue Animali In Calore Surriscaldati Con Ipertermia Genitale)

### AvecJohn Zorn
- 2001 - The Gift (par John Zorn)
- 2002 - John Zorn's Game Pieces Volume 2 (par Cobra)
- 2002 - Filmworks XII: Three Documentaries (par John Zorn)
- 2002 - Filmworks XIII: Invitation to a Suicide (par John Zorn)
- 2003 - Filmworks XIV:  Hiding and Seeking (par John Zorn)
- 2004 - 50th Birthday Celebration Volume Four (par Electric Masada)
- 2005 - At the Mountains of Madness (par Electric Masada)
- 2006 - Moonchild (par John Zorn)
- 2006 - Astronome (par John Zorn)
- 2006 - Six Litanies for Heliogabalus (par John Zorn)

### Collaborations
- 1996 - In these great times (par John Schott)
- 2004 - Eucademix (par Yuka Honda)
- 2006 - A Live History of Gluttony and Lust (par Les Melvins)
- 2007 - It's Time to See Religion Die (par Head)

## Sources
- (en) Cet article est partiellement ou en totalité issu de l’article de Wikipédia en anglais intitulé « Trevor Dunn » (voir la liste des auteurs).

1. ↑  Biographie de Trevor Dunn's Trio Convulsant URL accédée le 20/05/2007